# 청어
청어(靑魚, 영어: Pacific herring, 학명: Clupea pallasii 클루페아 팔라시이[*]) 또는 태평양청어는 청어과의 바닷물고기이다. 몸의 길이는 35cm 정도로 늘씬하고 옆으로 납작하며, 등은 짙은 청색이고 옆구리와 배는 은빛을 띤 백색이다. 한국에서는 전 연안에서 많이 잡혔으나 지금은 감소 추세이다. 한국 동해, 미국 북부, 일본 등지의 근해에 분포한다. 청어는 중세시절부터 파리 등 대도시에 생선 수레꾼들이 판매하여 유럽인들에게 동물성 단백질을 공급하던 주요 생선 중에 하나였다.
청어는 동서양을 막론하고 중요한 먹거리로 청어 보존 식품들의 흔적은 아직까지 전세계 식문화로 남아 있다. 한국에는 겨우 내 얼말린 과메기가 가공식품으로 유명하고, 북유럽에는 발트해 산 청어를 염장하여 삭힌 통조림인 수르스트뢰밍(surströmming)이 지독한 냄새와 강렬한 맛으로 유명하다. 일본에는 미카키 니싱(身欠きにしん)이 있고 영국에는 블로터나 키퍼 등이 있다.
14세기부터 네덜란드에서 생산된 염장 청어는 네덜란드에 큰 부를 가져다 주어 경제대국으로 성장하는데 밑거름이 되었다. 중세 유럽은 가톨릭의 교회력으로 사순절에 육식을 금지한 금육일(禁肉日)에도 생선만은 허용되어 수요가 많았었기 때문이다. 현재에도 네덜란드 곳곳에서는 청어축제가 열리고 있다.

## 개요
청어과에 속하며 몸길이 35cm이고 몸은 가늘고 길어서 정어리와 비슷하다. 비늘이 얇으며, 몸 빛깔은 청록색인데, 위쪽으로 갈수록 색이 짙고, 옆쪽은 은백색, 아래쪽은 흰색이다. 양 턱에는 작은 이가 있으며 비늘은 떨어지기 쉬운 둥근비늘이다. 주된 먹이는 플랑크톤성 갑각류이다. 대표적인 한해성 어류로, 수온이 4-5 °C 가까이 올라가면 성숙한 성어는 깊은 바다에서 연안의 해조류가 무성하고 암초가 있는 얕은 연안이나 내만으로 떼를 지어 몰려오고, 그곳에서 12월부터 이듬해 4월 사이에 산란하다.
알은 암컷의 몸 크기에 따라 한번에 2만-20만 개를 낳는데 바위나 해조류로 덮인 바닥에서 몇 주 만에 부화한다. 청어알은 게·대구 등의 생물에게 잡아먹히며, 다 자란 청어 역시 대구·연어·다랑어·돌고래·바다새 등의 좋은 먹이가 된다.

## 유럽
청어는 중세말 유럽 경제에 큰 영향과 변화를 가져다 주었다. 청어가 산란을 하던 발트해에서 11세기부터 대규모로 청어잡이가 이루어지면서 발트해 연안 90여 개의 도시로 구성된 무역동맹인 `한자동맹(Hanseatic League)`은 어업권과 유럽의 경제패권을 주도했다. 그러나 15세기 초에 청어의 산란과 회유경로가 북해로 바뀌자 한자동맹은 쇠퇴하고 스페인의 지배를 받던 약소국 네덜란드가 신흥 부국으로 부상했다.
특히, 1350년경에 네덜란드 출신 윌리엄 버켈슨(William Buckelsson)이 자신이 고안한 작은 칼로 뱃전에서 바로 청어의 내장을 신속하게 제거한 후 소금을 치고 통에 넣는 염장법을 발견하였는데, 이로 인해 네덜란드의 청어산업은 크게 성장할 수 있었다. 버켈슨은 네덜란드의 국민영웅으로 대접 받을 정도로 네덜란드는 당시 염장 청어를 수출하여 큰 부를 축적하였다. 중세 유럽에는 청어에 대한 수요가 많았는데, 가톨릭 교회력으로사순절에는 육식을 금지한 금육일(禁肉日)에도 생선만은 허용되었기 때문이었다.
더욱이 15세기 초 기후변화로 청어의 산란장소가 발트해에서 북해로 바뀐 후에 네덜란드 국민의 1/5 정도가 청어관련 산업에 종사할 정도로 네덜란드는 청어로 인해 유럽의 무역 강자로 부상했다. 이런 과거를 기념하기 위해서 현재에도 네덜란드 곳곳에서는 청어축제가 열린다.
스웨덴의 전통음식인 수르스트뢰밍(surströmming)은 청어를 염장하여 삭힌 통조림인데, 지독한 냄새와 강렬한 맛 때문에 한국의 삭힌 홍어회, 중국의 취두부, 일본의 쿠사야 등과 함께 악취 음식으로 악명이 높다. 스웨덴은 매년 8월 세 번째 목요일에 '수르스트뢰밍 프리미어(surströmmingspremiär)'라 하는 공식적인 행사가 있을 정도로 이 음식을 즐기며 수르스트뢰밍(surströmming)은 스웨덴의 대표 음식이다.

## 한국
한국에서는 몸 빛깔이 청색이라 청어(靑魚)라 불렀다. 《재물보》에는 별칭을 '누어'라 하였다.《명물기략》에는 값싸고 맛이 있어 가난한 선비들이 잘 사먹는 물고기라며 '비유어(肥儒魚)’로 기록하였는데, 이는 선비들을 살찌게 하는 물고기라는 의미이다. 이 명칭에서 기원하여 청어를 '비웃'이라고 하기도 한다. 전남에서는 '고심청어', 동해안에서는 '등어', 경북에서는 '눈검쟁이', '푸주치'로 불렀으며, 서울에서는 크기가 크고 알을 품은 청어를 '구구대'라 부르기도 했다.
《자산어보》에 청어의 주기적인 이동에 대한 기록이 남아 있으며,《신증동국여지승람》에 전국의 연안에서 잡혔던 것으로 기록되어 있다. 청어의 제철은 겨울철인 2~3월이다. 다양한 요리에 이용된다. 단백질, 비타민 A, 칼슘, 철분 등이 풍부하다. 겨우내 그늘진 곳에서 얼말려 만든 과메기라는 가공품이 유명한 먹거리다.